# Hellern

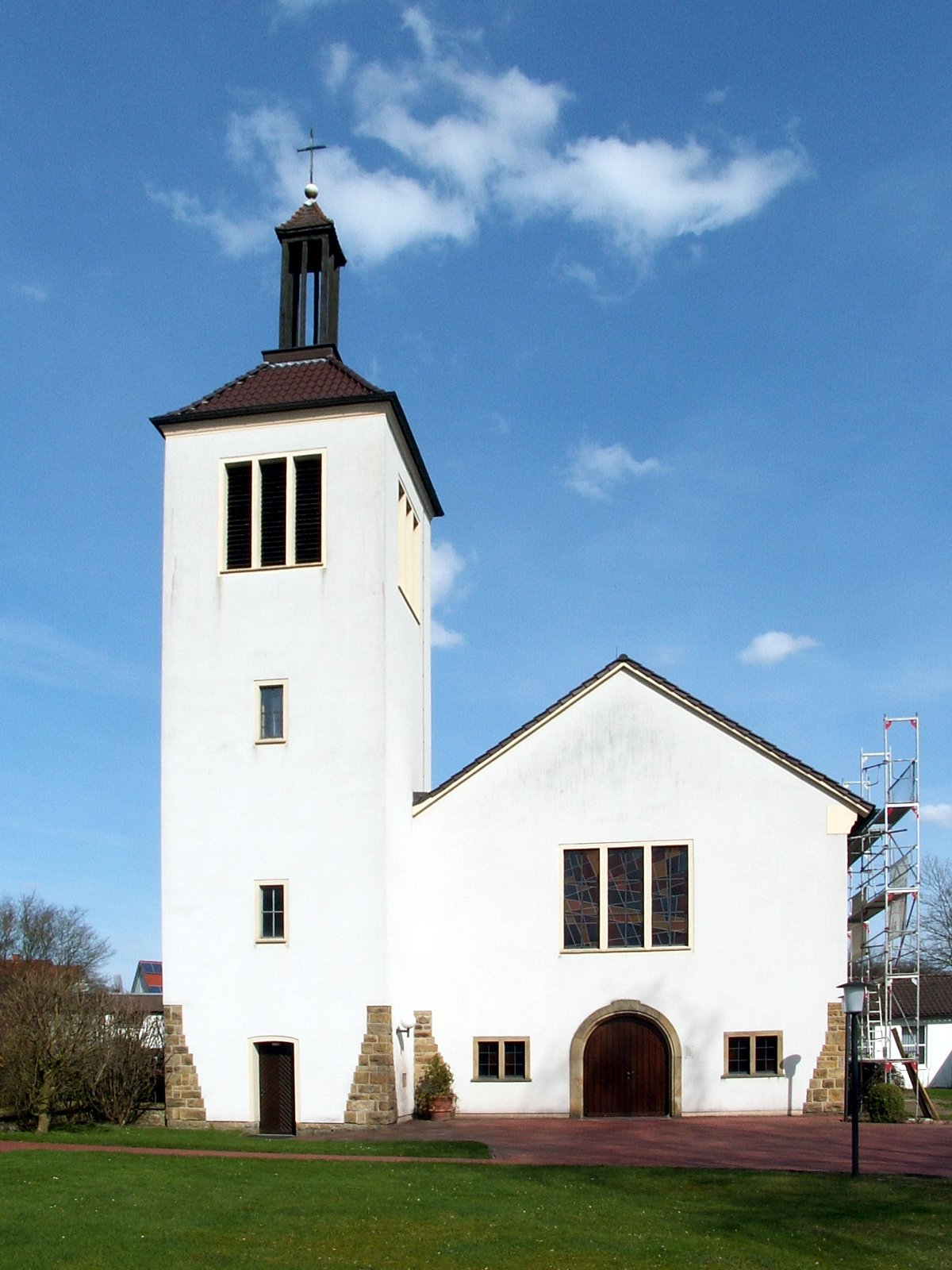
Martinskirche

Hellern ist ein Stadtteil von Osnabrück mit 7038 Einwohnern (12/2022), die sich auf 12,14 km² Fläche verteilen. Er liegt am westsüdwestlichen Rand der Stadt. Angrenzende Stadtteile sind Atter, Westerberg, Weststadt, Wüste und Sutthausen. Im Westen und Süden grenzt Hellern an die Gemeinde Hasbergen im Landkreis Osnabrück. Hellern liegt im Tal des kleinen Flusses Düte.

## Geschichte und Ortsbild
Hellern war ursprünglich ein Dorf im Landkreis Osnabrück und wurde am 1. Juli 1972 im Zuge der Gebietsreform nach Osnabrück eingemeindet. Die Stadt Osnabrück begründete dies mit dem Mangel an Bauland in der Stadt.
Im Jahr 1973 wurde dann für Hellern ein Flächennutzungsplan erstellt. Zwischen der Bundesautobahn 30 und der Rheiner Landstraße wurde ein Gewerbegebiet errichtet. An der Töpferstraße sollten auf 5 ha vier Hochhäuser gebaut werden. Nachdem diese Idee vehement abgelehnt worden war, wollte die Stadt nur noch ein achtstöckiges Wohnhaus bauen. Heute stehen mehrere drei- bis vierstöckige Wohnhäuser an der Töpferstraße. Als die Stadt eine Schule, einen Kindergarten und ein Gemeindehaus gebaut hatte, gingen die Planungen in Richtung eines Ortskerns, jedoch fehlte es an Geschäften, um einen Ortskern zu erschaffen.
In Hellern gibt es zwei Kirchen: die ev.-luth. Martinskirche und die kath. St. Wiho-Kirche. Im Gewerbegebiet Hellern-Nord sind u. a. die ehemalige buw Holding, heute Deutschlandzentrale des US-Konzerns Convergys, sowie das Briefzentrum 49 der Deutschen Post AG ansässig.

## Einwohnerentwicklung
Die Einwohnerentwicklung des Stadtteils Hellern:
| Datum             | Einwohner |
| ----------------- | --------- |
| 31. Dezember 2004 | 6897      |
| 31. Dezember 2005 | 6779      |
| 31. Dezember 2006 | 6779      |
| 31. Dezember 2007 | 6788      |
| 31. Dezember 2008 | 6773      |

| Datum             | Einwohner |
| ----------------- | --------- |
| 31. Dezember 2009 | 6814      |
| 31. Dezember 2010 | 6852      |
| 31. Dezember 2011 | 6935      |
| 31. Dezember 2012 | 7003      |
| 31. Dezember 2013 | 7018      |

| Datum             | Einwohner |
| ----------------- | --------- |
| 31. Dezember 2014 | 6939      |
| 31. Dezember 2015 | 6998      |
| 31. Dezember 2016 | 7041      |
| 31. Dezember 2017 | 7034      |
| 31. Dezember 2018 | 7067      |

| Datum             | Einwohner |
| ----------------- | --------- |
| 31. Dezember 2019 | 7061      |

## Verkehrsanbindung
Mitten durch Hellern verläuft die Lengericher Landstraße, welche – im weiteren Verlauf unter den Namen Kurt-Schumacher-Damm und Martinistraße – in die Innenstadt führt und eine der großen Ein- und Ausfallstraßen Osnabrücks ist. Hellern ist im Taktverkehr an mehrere Stadtbus- und Regionalbuslinien angebunden, die auch zu den Bahnhöfen Osnabrück Hbf. und Hasbergen führen. Zudem verbindet die Autobahnanschlussstelle Osnabrück-Hellern den Stadtteil mit der Bundesautobahn A30.

## Vereine
- Sportverein Hellern von 1924 mit diversen Sportabteilungen
- Männergesangsverein MGV Hermania Hellern
- Schützenbruderschaft Hellern